# Tranque de relaves Las Palmas
El tranque de relaves Las Palmas fue una obra hidráulica para el depósito de relaves de un mina de oro en la Comuna de Pencahue de la Región del Maule. Estuvo en funcionamiento desde 1981 hasta 1997 y colapsó durante el terremoto de Chile de 2010.

## Ubicación y descripción
El tranque se encontraba casi en la confluencia del estero Las Palmas con el estero Los Ladrones, en los cabezales del estero Los Puercos unos 30 km al noroeste de la ciudad de Talca.

## Colapso
El 27 de febrero de 2010  un terremoto de magnitud 8,8 Mw y aproximadamente 2 minutos 50 segundos de duración con epicentro en el mar (lat. 35.909°S; long. 72.733°O) próximo a Cobquecura, a aproximadamente 120 km del tranque causó el colapso del depósito que derramó  230.000 m³ de relave en 12,5 hectáreas de terreno y causó la muerte 4 personas.